# Ейтимія
Ейтимія — термін, яким позначається нормальний, недепресований (непригнічений), досить позитивний настрій. Ейтимію слід відрізняти від ейфорії, яка стосується надмірного щастя, та дистимії, яка стосується депресованого (пригніченого) настрою.
Термін часто використовують під час обстеження психічного стану.
Інколи термін використовують стосовно нейтрального настрою (відсутності маніякального чи депресивного циклу), який деякі хворі на біполярний розлад відчувають зі змінною частотою.